# Pál második levele a korinthosziakhoz
6

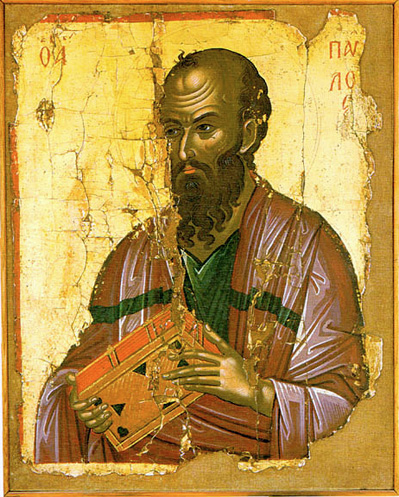
Szent Pál, Athosz, Szent Sztavronikita kolostor

Pál második levele a korinthosziakhoz a Biblia újszövetségi iratainak részét képező levél.
Pál második levele a korinthosziakhoz, azaz a Korinthosz városában működő keresztény gyülekezethez feltehetőleg Kr. u. 51–Kr. u. 56 körül keletkezett görög nyelvű ókeresztény irodalmi mű, az újszövetségi kánonban az apostoli levelek egyike.

## A levél címzése, szerző
A levél szerzője minden bizonnyal Pál apostol. De a mai bibliatudósok alapján legalább egy olyan szakasz van a levélben (6,14–7,1), amely úgy tűnik, egyáltalán nem volt része az eredeti levélnek, hanem később, egy későbbi író illesztette be. Így aztán felmerül a kérdés, hogy a levél mai változatából mennyi lehetett az eredeti.

## A levél tartalma
Irodalmi stílusában  a logika, szarkazmus, kérlelés, feddés, költészet, elbeszélés egyaránt megtalálható.

## Földrajzi és kulturális háttérinformációk

### Korinthosz
Korinthosz a görög félsziget legjelentősebb városa. Ennek legfőbb oka kedvező földrajzi fekvésében rejlett. Intenzív kereskedelmi tevékenység központjaként vonzotta a kereskedőket, befektetőket, valamint, hozzájárult az ipar fellendüléséhez is. Korinthosz kikötőváros volt. Az antik kultúrának megfelelően, a vallási, kulturális, gazdasági élet központja a fórum volt. Hellenista város volt, melyben több különféle származású nemzet, különféle vallások, és kultúrák képviselték magukat.

## Lásd még
- Újszövetség
- Biblia
- Pál apostol

## Külső hivatkozások
- A korinthosziakhoz írott levél szövege a Károly-féle fordítás szerint